# Hermann Berg (político)
Hermann Berg (29 de agosto de 1905 – 21 de outubro de 1982) foi um político alemão do Partido Democrático Liberal (FDP) e ex-membro do Bundestag alemão.

## Vida
Berg foi membro do Bundestag alemão de 27 de junho de 1955, quando sucedeu ao falecido Carl Wirths, até 1957.

## Literatura
Herbst, Ludolf; Jahn, Bruno (2002).  Vierhaus, ed. Biographisches Handbuch der Mitglieder des Deutschen Bundestages. 1949–2002 (em alemão). München: De Gruyter - De Gruyter Saur. 1715 páginas. ISBN 978-3-11-184511-1